# Province d'Aousserd
La province d'Aousserd est une subdivision à dominante rurale de la région administrative marocaine de Dakhla-Oued Ed Dahab. Son chef-lieu est la commune rurale de Bir Gandouz.

## Géographie
La province d'Aousserd,est la plus au sud des provinces marocaines qui fait partie de ses provinces du Sud).
Elle est bordée au nord par la province d'Oued Ed Dahab, à l'est et au sud par la Mauritanie, et à l'ouest par l'océan Atlantique.

## Administration et politique

### Communes
Selon la liste des cercles, des caïdats et des communes de 2008, la province d'Aousserd est composée de six communes dont une commune urbaine (ou municipalité) : Lagouira, le chef-lieu.
Les cinq communes rurales restantes sont rattachées à cinq caïdats, eux-mêmes rattachés à deux cercles :
- cercle de Bir Gandouz :
  - caïdat de Bir Gandouz : Bir Gandouz,
- cercle d'Aousserd :
  - caïdat d'Aousserd : Aousserd,
  - caïdat d'Aghouinite : Aghouinite,
  - caïdat de Zoug : Zoug,
  - caïdat de Tichla : Tichla ;

Seule une de ces localités est considérée comme une ville : la commune urbaine de Lagouira.

## Population et société

### Démographie
La population de la province d'Aousserd est passée, de 1994 à 2004, de 2 507 à 20 513 habitants. 
| Année                          | Population totale | Population urbaine | Population rurale |
| ------------------------------ | ----------------- | ------------------ | ----------------- |
| 1994                           | 2 507             | 509                | 1 998             |
| 2004                           | 20 513            | 3 726              | 16 787            |
| Données issues de recensements |                   |                    |                   |

Sa population urbaine est passée, de 1994 à 2004, de 509 à 3 726 habitants. 
| Ville                          | 1994 | 2004  | Taux d'accroissement |
| ------------------------------ | ---- | ----- | -------------------- |
| Lagouira                       | 509  | 3 726 | 632 %                |
| Données issues de recensements |      |       |                      |

Et sa population rurale est passée, de 1994 à 2004, de 1 998 à 16 787 habitants. 
| Population rurale par commune  | 1994 | 2004  | Taux d'accroissement |
| ------------------------------ | ---- | ----- | -------------------- |
| Aousserd                       | 672  | 5 832 | 768 %                |
| Bir Gandouz                    | 253  | 3 894 | 1439 %               |
| Tichla                         | 290  | 6 036 | 1981 %               |
| Zoug                           | 392  | 833   | 112,5 %              |
| Aghouinite                     | 391  | 222   | - 43 %               |
| Données issues de recensements |      |       |                      |

### Manifestations culturelles et festivités
Le Festival de Tiris, qui se déroule dans la province d'Aousserd et dont l'objectif est de participer à la sauvegarde de la culture saharienne, a été créé en 2009.